# Anthony Lippini
Anthony Lippini, né le 7 novembre 1988 à Bastia, est un footballeur français évoluant au poste d'arrière droit.

## Biographie

### Parcours en clubs
Il joue ses premiers matchs de Ligue 2 avec le Montpellier HSC lors de la saison 2007-2008. Il apparaît une seule fois en championnat la saison suivante. Il n'est alors pas conservé par le club qui se voit promu en Ligue 1.
En août 2009, il s'engage avec l'ES Troyes AC, club tout juste relégué de Ligue 2 en National, à la fin de cette saison et après avoir grappillé du temps de jeu c’est sa deuxième montée en professionnel.
En juin 2010 il rejoint l'AC Ajaccio, club de Ligue 2. Une saison extraordinaire pour lui qui est titulaire indiscutable, avec ses 33 matches une nouvelle montée s’offre à lui cette fois en ligue 1.
En juin 2013, il quitte l'AC Ajaccio où il ne figurait plus dans le onze type du club corse, malgré la volonté du club de le conserver, il résilie sa dernière année de contrat et signe un contrat avec le club de Ligue 2 le Clermont Foot 63, afin de combler le départ de Marvin Esor.
Il participera à 31 matches de championnat en 2 saisons passées à Clermont.
Durant l'été 2015, il retourne à l'AC Ajaccio. Il y signe un contrat de deux années plus une en option. Il y jouera 2 saisons pleines avec 50 matches.
Il s'engage en septembre 2017 avec le Tours FC, autre club de Ligue 2. Après une descente sportive inévitable, il résilie son contrat qui courait jusqu’en juin 2019.
En juillet 2018 il part pour sa première expérience à l’étranger, en Belgique, a l’AFC Tubize, ou Christian Bracconi en fait sa priorité et son capitaine. Il signe un contrat de 2 ans.

### Sélection
Le 6 juin 2009 il est sélectionné dans l'équipe de Corse pour une rencontre face au Congo. Il fait son entrée à la 61e minute de jeu. Depuis il a été sélectionné pour chaque match de la sélection corse.
le 26 mai 2018 il est sélectionné pour participer au premier tournoi officiel FIFA CONCACAF en Martinique avec la Corse, il y jouera les 2 matches contre la Guadeloupe et la Martinique en finale.
En 2019 c’est en Sardaigne que Lippini jouera avec la SQUADRA.

### Style de jeu
Les principales qualités d'Anthony Lippini sont son agressivité et sa combativité. Il sait être un meneur d'hommes et un pilier pour son équipe. On lui reproche parfois d'être un joueur violent, en effet, son caractère bien trempé lui a bien souvent coûté cher avec des expulsions à répétition. Il est devenu un joueur confirmé de Ligue 2 avec plus de 250 matches.

## Palmarès
En mai 2010 il remporte la Corsica Football Cup avec la Corse.
Il est également finaliste du Tournoi des 4 qui s'est déroulé en juin 2018 en Martinique.

## Vie privée
Il est le fils de Bruno Lippini, ancien footballeur professionnel. Son oncle José Pasqualetti est également un ancien footballeur et un entraîneur de football.